# Spathicarpeae
Spathicarpeae, tribus kozlačevki, dio potporodice Aroideae. Sastoji se od 13 rodova
Poznati rod difenbahija koji je nekada uključivan u vlastiti tribus Dieffenbachieae, sada je uključen u tribus Spathicarpeae

## Rodovi
1. Lorenzia E. G. Gonç. (1 sp.)
2. Bognera Mayo & Nicolson (1 sp.)
3. Gearum N. E. Br. (1 sp.)
4. Synandrospadix Engl. (1 sp.)
5. Croatiella E. G. Gonç. (1 sp.)
6. Spathicarpa Hook. (4 spp.)
7. Taccarum Brongn. ex Schott (5 spp.)
8. Asterostigma Fisch. & C. A. Mey. (10 spp.)
9. Dieffenbachia Schott (64 spp.)
10. Mangonia Schott (2 spp.)
11. Incarum E. G. Gonç. (1 sp.)
12. Spathantheum Schott (1 sp.)
13. Gorgonidium Schott (8 spp.)